# 巴伊亞頰縫鯰
巴伊亞頰縫鯰，為輻鰭魚綱鯰形目甲鯰科的其中一種，為熱帶淡水魚，分布於南美洲巴西巴伊亞南部Pardo及 Contas河流域，體長可達12公分，棲息在底層水域，生活習性不明。

## 扩展阅读
維基物種上的相關：巴伊亞頰縫鯰